# Pačir

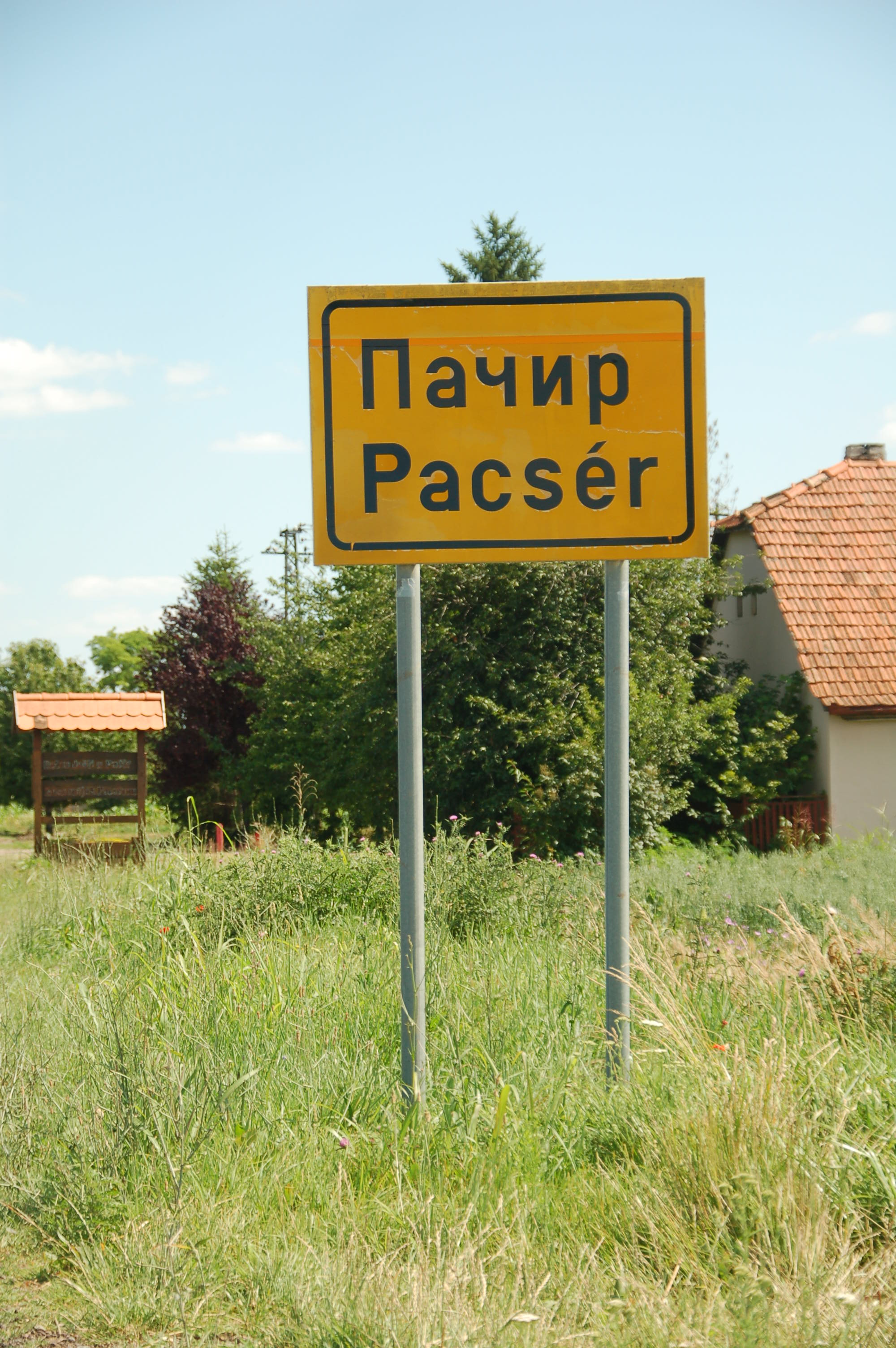
Pacsèr helynév jel, Pacir Ortstafel, place-name sign

Pačir (Serbo: Пачир) è un villaggio della Serbia situato nella municipalità di Bačka Topola, nel distretto della Bačka Settentrionale, nella provincia autonoma di Voivodina. La popolazione totale è di 2 948 abitanti (censimento del 2002), e la maggioranza di essa è di etnia ungherese.